# 新北青駅
新北青駅（シンブクチョンえき）は朝鮮民主主義人民共和国咸鏡南道北青郡に位置する朝鮮民主主義人民共和国鉄道省平羅線、徳城線の駅である。

## 歴史
- 1926年11月11日：開業[1]。